# Holokaust (mini TV serija)
Holokaust (eng. Holocaust) je američka televizijska mini-serija iz 1978.godine koja prepričava iz prespektive izmišljenog lika German Jews i porodice SS, koji postaju nemilosrdni ratni zločinci.Holokaust je istakao monoge događaje koji su se dogodili u Drugom svetskom ratu.Osvojio je nekoliko nagrada i dobio pozitivne kritike.Kritikovali su ga i drugi,poput preživelog holokausta Elie Wiesel koji je napiao u The New York Times da je priča neistinita,uvredljiva i jeftina.Holokaust je sniman je na lokaciji  u Austriji i Zapadnom Berlinu.Ova mini-serija se emitovala u četiri dela od 16 do 19 Aprila 1978.
| Holocaust                                     | |
| --------------------------------------------- | --- |
| Žandar                                        | Drama,Mini-serija |
| Napravio                                      | Gerald Green |
| Napisao                                       | Gerald Green |
| Producent                                     | Marvin J. Chomsky |
| Jezik                                         | engleski |
| Uloge                                         | Joseph Bottoms, Tovah Feldshuh,Micheal Moriarty,Meryl Streep, Rosemary Harris James Woods, David Warner, Fritiz Weaver,Sam Wanamakert,George Rose |
| Broj sezona                                   | 1 |
| Broj epizoda                                  | 4 |
| Urednici                                      | Craind McKay,Stephen A.Rotter |
| Trajanje                                      | 475 minuta |
| Produkcijska kuća                             | Titus Productions |
| Prvo prikazivanje                             | April 16-April 19,1978 (United States) |
|                                               | Nagrade |
| Emi za program u udarnom terminu za najbolje; | mini-seriju 1978.Herbert Brodkin,Robert Berger,scenario dramskoe serije 1978.Džerald Grin,režiju dramske serije 1978.Marvin J.Chomsky,epizodno pojavljivanje sporedne glumice u humoristickoj ili dramskoj seriji 1978.Blanka Bejker,sporednu glumicu u mini-seriji ili filmu 1978.Balnka Bejker,glavnog glumca u mini-seriji ili filmu 1978.Majk Morijarti,dostignuće u dizajnu kostima u dramskoj ili humoristickoj mini-seriji 1978.Pegi Farel,Idit Almoslino,izvranrednu montažu dramske serije 1978.Alan Heim,Krejg Makaj,glavnu glumicu u mini-seriju ili gilmu 1978.Meril Strip |
| Nagrada Zlatni globus za najbolje             | glavnu glumicu u dramskoj TV seriji 1979.Pouzmeri Haris i glumca u TV seriji u kategoriji drame 1978.Herbert Brodkin,Robert Berter |
| Hargrada Americkog udrženja ražisera          | za najbolju televizijski film i mini-seriju 1979.Marvin J.Chomsky |
| Nagrada udruženje producenta Amerike          | Dvorana slavnih u kategoriji televiziskih programa 1997. |